# Liste der Monuments historiques in Beaune-d’Allier
Die Liste der Monuments historiques in Beaune-d’Allier führt die Monuments historiques in der französischen Gemeinde Beaune-d’Allier auf.

## Liste der Bauwerke
| Bezeichnung                                     | Beschreibung                           | Standort | Kennzeichnung | Schutzstatus | Datum | Bild |
| ----------------------------------------------- | -------------------------------------- | -------- | ------------- | ------------ | ----- | ---- |
| Château de Salbrune (Fotos in der Base Mérimée) | Schloss, erbaut ab dem 15. Jahrhundert | (Lage)   | PA00093420    | Inscrit      | 1992  |      |

## Liste der Objekte
- Monuments historiques (Objekte) in Beaune-d'Allier in der Base Palissy des französischen Kultusministeriums